# Ctětín
Ctětín település Csehországban, a Chrudimi járásban. Ctětín Vysočina, Nasavrky, Miřetice és Trhová Kamenice településekkel határos. Lakosainak száma 265 fő (2024. január 1.).

## Népesség
A település lakosságának változását az alábbi diagram mutatja:
| Lakosok száma | 744  | 772  | 905  | 662  | 457  | 274  | 260  | 259  | 247  | 265  |
|               | 1869 | 1890 | 1921 | 1950 | 1980 | 2001 | 2017 | 2019 | 2022 | 2024 |